# François Cante-Pacos
 François Cante-Pacos es un escultor y pintor francés , nacido el año 1946 en París.

## Datos biográficos
Marino, exmiembro del equipo francés de vela, François Cante-Pacos hizo su servicio militar en el batallón de Joinville, al igual que otros grandes campeones de la náutica en ese momento.
Siguió estudios en la Ecole Nationale Supérieure des Arts Apliques y después en Bellas Artes de París, en el taller de Etienne Martin. 
En 1972 obtuvo el Premio de la joven escultura.